# Георг Вильгельм (князь Шаумбург-Липпе)
Георг Вильгельм Шаумбург-Липпский (нем. Georg Wilhelm zu Schaumburg-Lippe; 20 декабря 1784, Бюккебург — 21 ноября 1860, Бюккебург) — правитель Шаумбург-Липпе с 1787 года, первоначально при матери-регенте. Граф Шаумбург-Липпский до 1807 года. После вступления княжества в Рейнский союз первый князь Шаумбург-Липпский.
Формально правил 73 года. Период его правления является одним из самых долгих в мировой истории.

## Биография
Сын графа Филиппа II Шаумбург-Липпского и его второй супруги принцессы Юлианы Гессен-Филипстальской, дочери ландграфа Вильгельма Гессен-Филипстальского и принцессы Ульрики Элеоноры Гессен-Филипсталь-Бархфельдской. Вступил на престол в три года и правил вначале при регентстве.
В 1816 году Георг Вильгельм издал первую сословную конституцию, в 1854 году княжество Шаумбург-Липпе вступило в таможенный союз с Пруссией.
В 1816 году в Арользене Георг Вильгельм женился на принцессе Иде Каролине Луизе Вальдек-Пирмонтской, дочери князя Георга I Вальдек-Пирмонтского и принцессы Августы Шварцбург-Зондерсгаузенской. В счастливом браке родилось девять детей:
- Адольф I Георг (1817—1893), женат на принцессе Гермине Вальдек-Пирмонтской
- Матильда Августа (1818—1891), замужем за герцогом Евгением Эрдманом Вюртембергским (1820—1875)
- Аделаида Кристина (1821—1899), замужем за герцогом Фридрихом Шлезвиг-Гольштейн-Зондербург-Глюксбургским
- Эрнст Август (1822—1831)
- Ида Мария Августа (1824—1894)
- Эмма Августа (1827—1828)
- Вильгельм Карл Август (1834—1906), основатель секундогенитуры Наход, женат на принцессе Батильде Амальгунде Ангальт-Дессауской
- Герман Отто (1839)
- Елизавета Вильгельмина (1841—1926), замужем за князем Вильгельмом Ганауским (1836—1902)